# Kendra Kassebaum
Kendra Kassebaum (ur. 12 maja 1973 w Saint Louis, Missouri) – amerykańska aktorka teatralna.

## Życiorys
Kendra Kassebaum urodziła się 12 maja 1973 roku w miejscowości Saint Louis, w stanie Missouri. Jej rodzice nazywali się Susie i Dave. Kendra miała brata, Nicholasa (ur. 15 września 1977, zm. 12 lutego 2024). Po ukończeniu przedszkola Kendra uczęszczała do St. Martin of Tours Catholic Elementary School i ukończyła w niej osiem klas. Następnie poszła do Notre Dame High School i ukończyła ją w 1991 roku. Kendra zajmowała się sportem i tańcem, a występów aktorskich nie zaczęła dopóki nie poszła do liceum.

## Kariera
Po dotarciu na Missouri State University Kendra zaczęła przekształcać swoje hobby w karierę. Uczelnię ukończyła z Bachelor of Fine Arts na kierunku Performing Arts. Przeprowadziła się do Nowego Jorku, mając wystarczająco oszczędności na trzy miesiące, jednak została tam ponad dziesięć lat. Dzięki wystąpieniu w musicalu A Chorus Line w Gateway Playhouse Kendra zdobyła kartę Equity.
W 2000 roku zagrała rolę mamy Marka i dublowała rolę Maureen Johnson w musicalu na Broadwayu Rent. Opuściła show w następnym roku, po czym wróciła rok później i została na kolejne dwa lata.
Największą sławę otrzymała dzięki musicalowi Wicked, w którym wcieliła się w rolę Glindy. Kassebaum pracowała przy projekcie w trakcie trasy koncertowej i opuściła ją we wrześniu 2006 roku po półtora roku pełnienia tej funkcji. Została zastąpiona przez aktorkę Megan Hilty. Kendra Kassebaum powróciła w 2010 roku do musicalu Wicked i znów wcieliła się w rolę Glindy, gdy przedstawienie odbywało się w San Francisco.
W lutym 2017 roku odbyła się na Boradwayu w Gerald Schoenfeld Theatre premiera musicalu Come from Away, w którym Kendra wcieliła się w rolę Janice. Przedpremierowo musical można było zobaczyć w Ford’s Theatre w Waszyngtonie oraz w Royal Alexandra Theatre w Toronto.
Następnie Kassebaum zagrała role Matki i Donny Sheridan w produkcjach Ragtime i Mamma Mia! wystawianych w 5th Avenue Theatre.
W 2009 roku Kendra po raz pierwszy wystąpiła w produkcji filmowej, w filmie pt. Miłość i inne komplikacje, w którym wcieliła się w rolę Sharlese.